# Agaciel Maia
Agaciel da Silva Maia OMM (Brejo do Cruz, 21 de julho de 1958) é um economista, servidor público, professor e político brasileiro filiado ao Partido Liberal (PL). Integrou a Câmara Legislativa do Distrito Federal durante a sua sexta, sétima e oitava legislaturas. Anteriormente, foi servidor do Senado Federal por mais de trinta anos, sendo seu diretor geral de 1995 a 2009. Atualmente é secretário de Relações Institucionais do Governo do Distrito Federal.

## Biografia
Paraibano, Maia é filho dos agricultores João Gonçalves Maia e dona Anunciada. Nasceu em um sítio em Brejo do Cruz, cidade localizada no estado da Paraíba. Dois de seus irmãos seguiram carreira política no Rio Grande do Norte: João foi deputado federal e Zenaide, senadora da República. Maia casou-se com Sânzia Maia e juntos tiveram três filhos.
Em 1977, Maia começou a trabalhar no Senado Federal, onde ingressou como auxiliar de escritório. Na época, não havia concurso público naquela casa legislativa. Nos anos seguintes, foi promovido, primeiro para o cargo de adjunto administrativo para depois ocupar o de técnico de planejamento, até chegar a analista legislativo e diretor da Gráfica.
Em 1979, Maia ingressou no curso de economia da Universidade Católica de Brasília. Após concluí-lo, fez três cursos de pós-graduação: auditoria interna e externa, administração financeira e administração pública, este último na Fundação Getúlio Vargas.
Em 1995, por indicação do presidente do Senado Federal, senador José Sarney, Maia assumiu o mais alto posto daquela casa, o de diretor geral. No Senado, tornou-se "um dos homens mais poderosos do Poder Legislativo", reunindo tamanho poder que era chamado de "82º senador." Em 2003, Maia foi admitido pelo presidente Luiz Inácio Lula da Silva à Ordem do Mérito Militar no grau de Oficial especial.
Permaneceu no cargo até 2009, quando foi afastado por conta do escândalo dos atos secretos, em que foram beneficiados aliados políticos de senadores.
Em 2010, após processo administrativo instaurado por conta do escândalo dos atos secretos, Maia foi punido com sua suspensão do legislativo por noventa dias. Em 2014, foi condenado pela Justiça Federal em primeira instância por improbidade administrativa. A decisão determinava a suspensão de seus direitos políticos por oito anos e o pagamento de multa. No entanto, em 2018, o Tribunal de Contas da União absolveu-o, livrando-o de pagar multa milionária.

## Carreira política

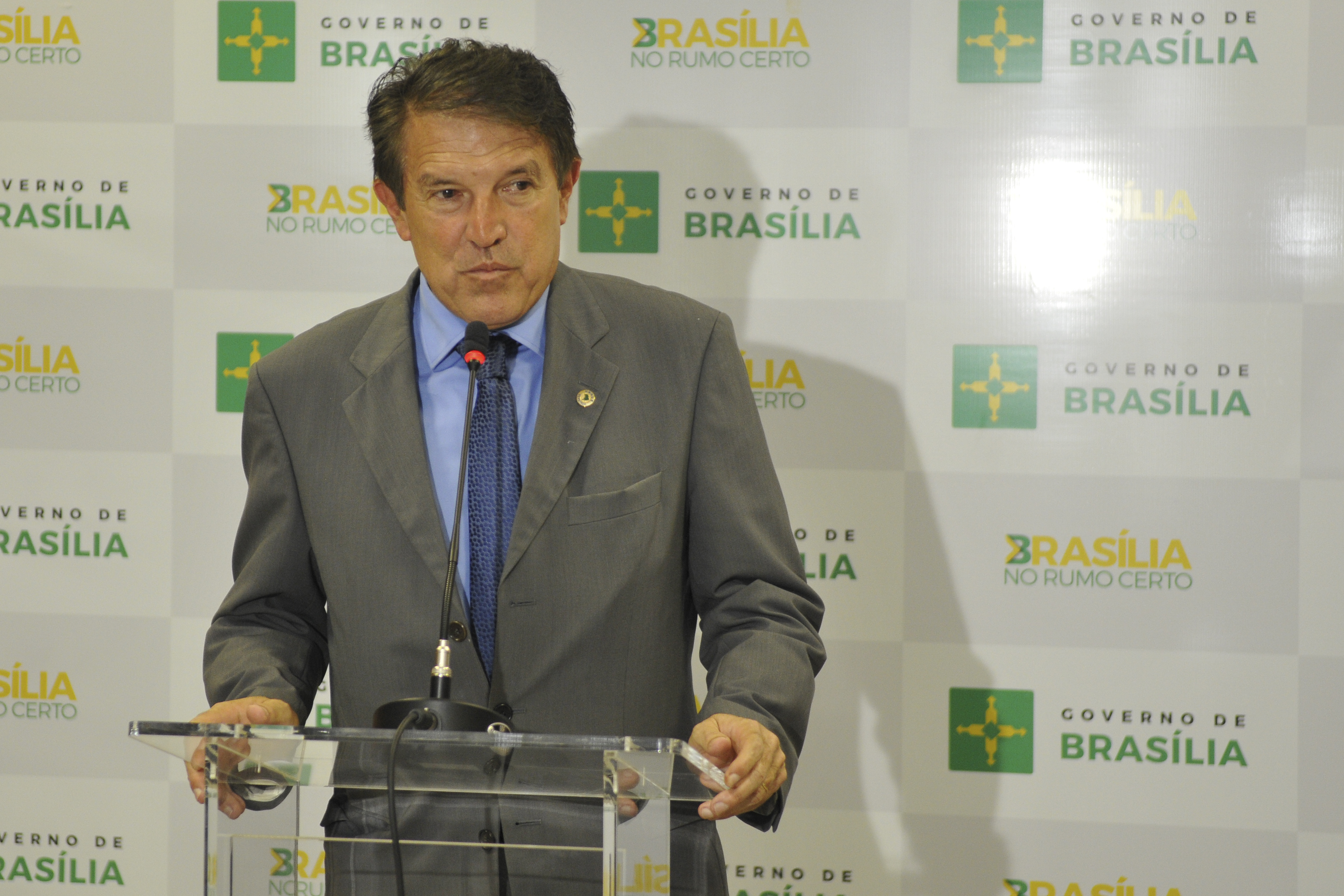
Maia em 2018

Maia concorreu a um cargo público eletivo pela primeira vez na eleição de 2010, disputando uma vaga na Câmara Legislativa, pelo Partido Trabalhista Cristão (PTC). Em outubro, elegeu-se parlamentar com 14.073 votos, correspondentes a 1,00% dos votos válidos. Empossado para a sexta legislatura, foi escolhido pelos pares, por unanimidade, para presidir a principal comissão da casa, a de Economia, Orçamento e Finanças. De 2013 a 2014, foi vice-presidente da mesa diretora.
No pleito de 2014, Maia foi reeleito deputado distrital com 14.876 votos, ou 0,98%. Em 2016, migrou para o Partido da República (PR) e foi candidato à presidência da Câmara, mas foi derrotado por Joe Valle pois, ainda que ambos tenham recebido doze votos, Valle estava no legislativo por mais tempo. Em 2017, era líder do governo liderado por Rodrigo Rollemberg no parlamento, deixando, no ano seguinte, a base de apoio a Rollemberg e, consequentemente, a liderança.
Em 2017, Maia declarou que desejava retornar ao Congresso Nacional, tendo o "sonho principal de ser senador e voltar para o Senado, onde passei minha vida toda." No entanto, acabou por se candidatar à reeleição, sendo novamente eleito, em outubro de 2018, com 17.715 votos (1,20%). Naquele ano, ministrou aulas para candidatos em um concurso público. Em 2019, no início da oitava legislatura, foi eleito presidente da Comissão de Economia Orçamento e Finanças.
Em 2020, sua esposa, Sânzia Maia, perdeu a eleição para a Prefeitura de Jardim de Piranhas. A candidata recebeu 1.082 votos, o que representa 12,75% dos válidos, ficando em segundo lugar. Ela foi derrotada por Rogerio Couro Fino, eleito com 80,25% dos votos.
Apesar de não ter conseguido ser reeleito como deputado distrital nas eleições de 2022, Agaciel Maia foi escolhido pelo governador Ibaneis Rocha para ocupar a secretaria de Relações Institucionais.

## Desempenho em Eleições
| Ano  | Eleição                       | Partido | Cargo              | Votos  | %     | Resultado  | Ref    |
| ---- | ----------------------------- | ------- | ------------------ | ------ | ----- | ---------- | ------ |
| 2010 | Distrital do Distrito Federal | PTC     | Deputado Distrital | 14.073 | 1,07% | Eleito     | [ 47 ] |
| 2014 | Distrital do Distrito Federal | PTC     | Deputado Distrital | 14.876 | 1,03% | Eleito     | [ 48 ] |
| 2018 | Distrital do Distrito Federal | PR      | Deputado Distrital | 17.715 | 1,27% | Eleito     | [ 49 ] |
| 2022 | Distrital do Distrito Federal | PL      | Deputado Distrital | 17.693 | 1,06% | Não Eleito | [ 50 ] |

## Livros
- O Senado e seus presidentes: Império e República[51]
- Dinarte Mariz - Vida e Luta de um Potiguar[52]
- Parlamentares do Rio Grande do Norte - Senadores do Império à República[53]
- Tempo de Transformação[54]